# Amoeiro
Amoeiro – gmina w Hiszpanii, w prowincji Ourense, w Galicji, o powierzchni 39,68 km². W 2011 roku gmina liczyła 2278 mieszkańców.